# Criseno
El criseno pertenece al grupo de hidrocarburos aromático policíclico (HAP o PAH, por sus siglas en inglés), compuesto orgánico que se compone de anillos aromáticos simples que se han unido, y no contiene heteroátomos ni lleva sustituyentes.
Es una sustancia cristalina blanca, de fórmula molecular C18H12, de fuerte fluorescencia azul, por lo general de color amarilla por impurezas, que contiene cuatro grupos de benceno fusionados

## Localización
El criseno se encuentra mayormente como subproducto gaseoso de la combustión incompleta de combustibles fósiles, madera, alquitrán de hulla  y creosota.

## Toxicología

### Sobre el ser humano

#### Efectos agudos sobre la salud
Los siguientes efectos agudos (a corto plazo) sobre la salud pueden aparecer inmediatamente o poco después de la exposición al criseno:
- El contacto puede irritar los ojos y la piel.
- La inhalación de criseno puede irritar la nariz y la garganta, causando tos y respiración con silbido.
- Si la piel que ha sido contaminada con criseno se expone a la luz solar, pueden aparecer erupciones o quemaduras solares, a veces con ampollas.

#### Efectos crónicos sobre la salud
Los siguientes efectos crónicos (a largo plazo) sobre la salud pueden suceder después de la exposición al criseno durante meses o incluso años.
- El criseno puede ser un carcinógeno humano ya que se ha demostrado que causa cáncer de piel, hígado y pulmón en animales.
- Este tipo de carcinógeno también podría tener el potencial de causar daño a la salud reproductiva en humanos.

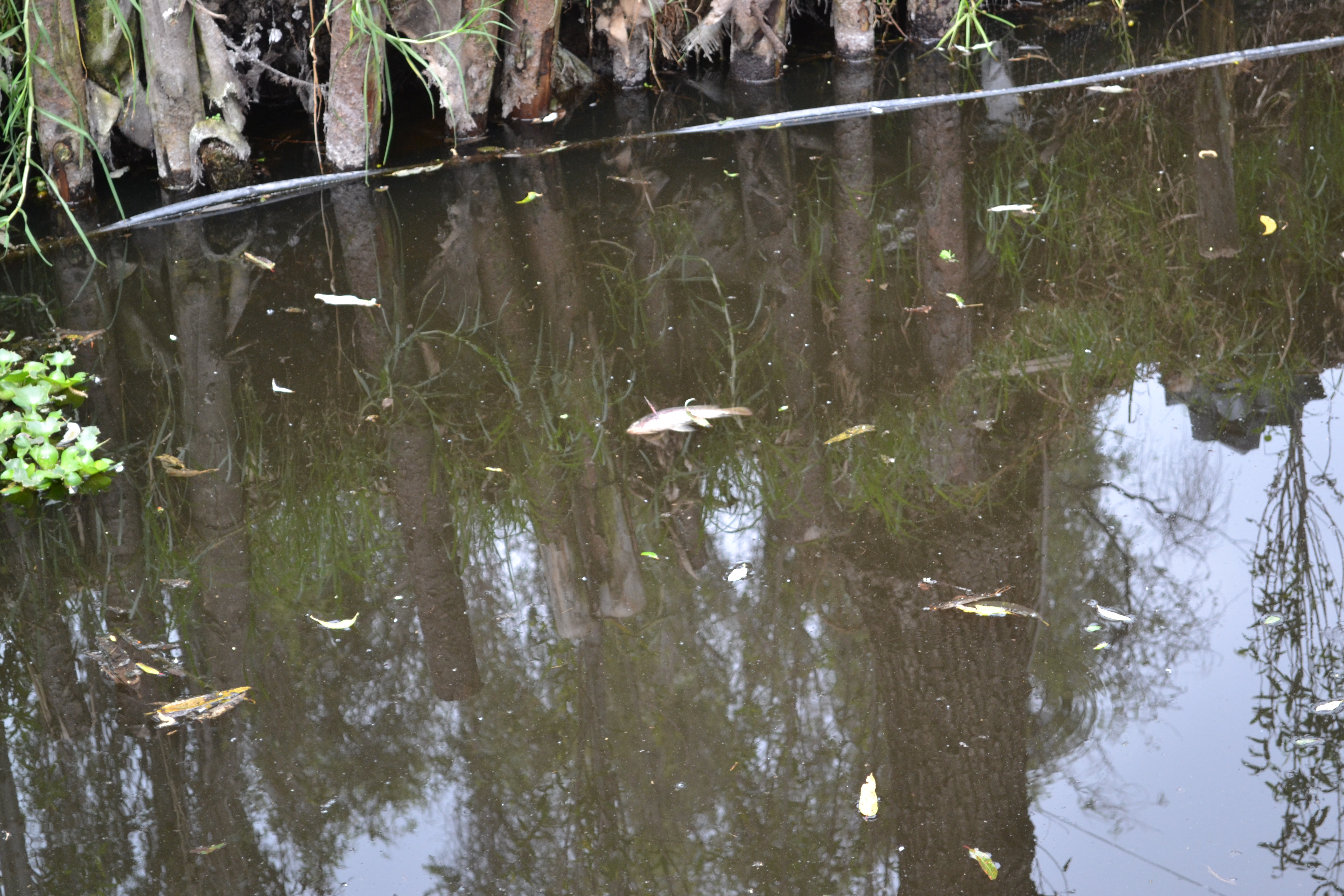
Agua contaminada por criseno

### En animales
El criseno es muy tóxico para los organismos acuáticos. Puede producirse una bioacumulación de esta sustancia en alimentos marinos. 
Puede causar cáncer de piel, hígado y pulmón en animales.

## Precauciones

### Manipulación
```
Ya que el criseno es un producto de investigación usado en laboratorios es necesario tener en cuenta algunos aspectos respecto a su correcta utilización y protección por parte del personal manipulador.
```

Ya que la exposición puede ser a través de la piel, los ojos, por ingestión o inhalada es imprescindible utilizar medidas de protección.
- Inhalación: Se recomienda llevar a cabo una extracción localizada o protección respiratoria.
- Piel: Guantes y traje de protección.
- Ojos: gafas ajustadas de seguridad.
- Ingestión: No comer, no beber y nos fumar durante el trabajo.
- Derrames y fugas:

1. Usar un respirador de filtro P3 para partículas tóxicas.
2. No permitir que este producto químico se incorpore al ambiente.
3. Barrer la sustancia derramada e introducirla en un recipiente precintable.Si es necesario, puede humedecerse el polvo para evitar la generación de polvo.[4]

### Almacenamiento
El criseno no es compatible con agentes oxidantes (percloratos, peróxidos, permanganatos, cloratos, nitratos, cloro, bromo y flúor)
Se aconseja almacenar en recipientes bien cerrados en un área fresca y bien ventilada.